# Veruanus capillifrons
Veruanus capillifrons är en tvåvingeart som beskrevs av Rudolf Beyer 1965. Veruanus capillifrons ingår i släktet Veruanus och familjen puckelflugor. Inga underarter finns listade i Catalogue of Life.